# Tropidocephala indica
Tropidocephala indica är en insektsart som beskrevs av Frederick Arthur Godfrey Muir 1921. Tropidocephala indica ingår i släktet Tropidocephala och familjen sporrstritar. Inga underarter finns listade i Catalogue of Life.